# Kim Đường (xã)
Kim Đường là một xã thuộc huyện Ứng Hòa, thành phố Hà Nội, Việt Nam.

## Địa lý
Xã Kim Đường nằm ở phía nam Ứng Hòa, có vị trí địa lý:
- Phía bắc giáp xã Minh Đức
- Phía nam giáp xã Đại Cường và xã Đông Lỗ
- Phía tây giáp xã Trầm Lộng và xã Đại Hùng
- Phía đông giáp sông Nhuệ.

## Hành chính
Xã Kim Đường được chia thành 5 thôn: Tu Lễ, Mãn Xoan, Cung Thuế, Kim Bồng, Phượng Viền.

## Lịch sử
Xã Kim Đường trước có tên là xã Ngũ Lão

## Giáo dục
Hiện nay xã có một trường cấp II, 1 trường cấp I và các lớp học được dạy ở các đình làng, các làng đều có trường mẫu giáo, nhà trẻ trên địa bàn.

## Giao thông
Kim Đường là xã có Dự án đường trục phía nam Hà Nội đi qua. Hiện nay các tuyến đường giao thông liên thôn, liên xã đều đã được trải nhựa, hoặc bê tông nhựa, các trục đường ra đồng đều được đổ bê tông hoặc đổ đá cấp phối.

## Điện lưới
100% các hộ gia đình đều được sử dụng điện phục vụ cho sinh hoạt và sản xuất.